# Iurreta
Iurreta és un municipi de Biscaia, a la comarca de Duranguesat. Es divideix en les cofraries d'Iurreta, Orozketa, Goiuria, Oromiño, Santa Maña i San Fausto.

## Història
Com en totes les anteiglesias els seus orígens es perden en el temps i es confonen amb els de la Terra Plana de Biscaia. Es tenen notícies de la batalla que es va produir el 16 d'abril de 890 en terres de Orobio entre moros, vinguts de Navarra, i cristians. Alguns historiadors situen en l'any 899 la construcció de la casa torre de Iurreta per part de Pascual de Yurreta; entorn d'aquesta casa torre es conformaria l'anteiglesia. En 1072 el rei de Navarra fa cessió del monestir de San Martín de Iurreta al monestir de San Millán de la Cogolla a La Rioja. Iurreta va formar part de la Merindad de Durango. Tenia seient i vot en les Juntes de Gerediaga. Ostentava el seient i vot nombre 5.
L'activitat industrial del ferro sempre ha estat unida al municipi. Les ferreries, moltes vegades també molins (d'on pot venir la seva denominació), han estat habituals. Juan I. Delmas en el segle xix ja la considerava com una de les més fabrils de Biscaia amb 6 ferreries. Aquestes ferreries van donar pas a petites instal·lacions generadores d'electricitat en les albors de la revolució industrial al començament del segle xx. En la guerra de la Independència es veu afectada en les batalles contra els francesos. La situació al costat del riu Ibaizabal ha fet que es produeixin inundacions rellevants, com la de 8 de setembre de 1651, la de maig de 1801 o la d'agost de 1983, entre d'altres.
El 12 de novembre de 1926 s'annexiona a la Vila de Durango. Aquesta annexió va ser molt impopular i durament rebutjada pel poble, que sempre que va poder demanar la desannexió, que es va produir l'1 de gener de 1990. La raons de l'annexió cal buscar-les en l'escassa extensió territorial de la vila de Durango (que es va fundar en terrenys de l'anteiglesia), i el creixement d'aquesta. La cultura popular compte que l'annexió es va produir per altres causes: l'alcalde de Iurreta va veure la font que al costat de l'Església de Santa María tenien els de Durango. A ell la font per a agafar aigua li quedava lluny i li va proposar a l'alcalde de Durango que si posava aquesta font en la plaça de l'església de Iurreta s'annexionava aquesta a Durango. Els de Durango van col·locar la font en la plaça de Iurreta i van annexionar el poble. Quan en 1990 es desannexà l'anteesglésia, els de Durango van reclamar la seva font i aquesta va tornar al seu lloc. Qualsevol pot veure-la ara al costat de l'església de Santa María (avui ja basílica) en la seva base posa em van dur un 12 de novembre de 1926 i em van tornar a portar l'1 de gener de 1990.